# Tương Đàm (huyện)

Tương Đàm (chữ Hán giản thể: 湘潭县) là một huyện thuộc địa cấp thị Tương Đàm tỉnh Hồ Nam Cộng hòa Nhân dân Trung Hoa. Huyện này có diện tích 2513 ki-lô-mét vuông, dân số năm 2006 là 1,41 triệu người. Mã số bưu chính là 411200. Về mặt hành chính, huyện Tương Đàm chia thành 14 trấn, 3 hương. Tổng cộng có 757 ủy ban thôn, 34 ủy ban cư, 10825 tiểu tổ thôn. Năm 1992, Quốc vụ viện Trung Quốc đã phê chuẩn dời huyện lỵ đến trấn Dịch Tục hà
- Trấn: Dịch Tục Hà, Đàm Gia Sơn, Trung Lộ Phố, Bạch Thạch, Trà Ân Tự, Hà Khẩu, Dương Gia Kiều, Tạ Phu, Hoa Thạch, Vân Hồ Kiều, Thạch Đàm, Ô Thạch, Thạch Cổ, Thanh Sơn Kiều.
- Hương: Cẩm Thạch, Bài Đầu, Phân Thủy.